# Montbizot
Montbizot – miejscowość i gmina we Francji, w regionie Kraj Loary, w departamencie Sarthe.
Według danych na rok 1990 gminę zamieszkiwało 1076 osób, a gęstość zaludnienia wynosiła 95 osób/km² (wśród 1504 gmin Kraju Loary Montbizot plasuje się na 545. miejscu pod względem liczby ludności, natomiast pod względem powierzchni na miejscu 954.).